# Ultimate Elektra
Ultimate Elektra (рус. Современная Электра) — ограниченная серия комиксов компании Marvel Comics, состоящая из пяти выпусков. Её сценаристом выступил Майк Кэри, а художником — Сальвадор Ларрока. Является продолжением серии 2002 года Ultimate Daredevil and Elektra.

## Сюжет
События мини-серии начинаются вскоре после окончания Ultimate Daredevil and Elektra, где Электра Начиос и Мэтт Мёрдок были первокурсниками Колумбийского университета.
Чтобы поправить дела после пожара в химчистке, отец Электры вынужден вступить в сомнительную сделку со своими кузенами Полом и Лендером, промышляющими преступными махинациями. Через его бизнес они отмывают деньги главы преступного мира Нью-Йорка, Кингпина. Их бухгалтер Кеннет Каллен сдаёт своих боссов полиции, предоставляя властям бухгалтерскую книгу, где содержится информация о всех сделках братьев. В обмен на выплату долга её отца, Лендер поручает Электре под видом проститутки проникнуть в дом Каллена и выкрасть главную улику. Неожиданно появляется наёмник Меченый. Он расправляется с охраной, а потом и самим Калленом. Электре удаётся спастись, однако Меченый следит за ней до самого дома и сдаёт её адрес полиции. Под подозрение попадает отец Электры. Желая оправдать перед законом своего отца, Электра объединяется со своим бывшим парнем Мэттом Мёрдоком. Тот тоже идёт по преступному следу, дабы упрятать за решётку Фиска и всех его людей. В конце концов, Электра выбирает собственный путь и сдаёт компромат Фиску. Тот, высоко оценив её таланты, предлагает ей сразиться Меченым. Победив его, Электра поступает на службу к Кингпину. Мэтт, зная, что Электра могла выбрать другой путь, окончательно разочаровывается в ней и навсегда уходит из её жизни. 

## Персонажи
- Электра Начиос — главная героиня. Чтобы оплатить долг отца, Электре приходится столкнуться с криминальным миром. В конце серии окончательно становится наёмной убийцей.
- Мэтт Мёрдок — бывший парень Электры, будущий адвокат. Всё ещё пытается спасти первую любовь от погружения во тьму.
- Лендер и Пол Начиосы — кузены Электры, преступные боссы.
- Уилсон Фиск / Кингпин — криминальный авторитет. В последнем выпуске становится работодателем Электры.
- Бенджамин Пойндекстер / Меченый — опасный киллер, нанятый Кингпином.
- Уолтер Сэвидж — известный адвокат, пытающийся шантажом получить деньги Фиска.
- Кеннет Каллен — бывший бухгалтер Лендера и Пола Начиосов, стремящийся сдать своих нанимателей.
- Фогги Нельсон — лучший друг Мэтта Мёрдока и будущий адвокат.
- Дмитриес Начиос — отец Электры, вынужденный связаться с мафией, чтобы восстановить бизнес.

## Приём
Первый выпуск Ultimate Elektra занял 16 место за август 2004 года с объёмом продаж до 68,340. Показатель заметно ниже продажи Ultimate Daredevil and Elektra #1, превышающим 77,050. Последний выпуск серии опустился до 35 места с объёмом продаж до 40,856. Зеб Аслам из comixfan.com оценил серию в 3.5 балла из 5.

## Коллекционные издания
| Ultimate Elektra Volume 1: Devil's Due | (ISBN 978-0785115045) | было выпущено 19 января 2005, включая все 5 выпусков. |